# Les Martyrs de l'amour
Pour plus de détails, voir Fiche technique et Distribution.
Les Martyrs de l'amour (Mučedníci lásky) est un film tchécoslovaque réalisé par Jan Němec, sorti en 1967.

## Fiche technique
- Titre original : Mučedníci lásky
- Titre français : Les Martyrs de l'amour
- Réalisation : Jan Němec
- Scénario : Jan Němec et Ester Krumbachová
- Pays d'origine : Tchécoslovaquie
- Format : Noir et blanc - 35 mm - 1,37:1 - Mono
- Genre : comédie, fantasy
- Durée : 71 minutes
- Date de sortie : 1967

## Distribution
- Lindsay Anderson : lui-même
- Jitka Cerhová : première fille dans la boite de nuit
- Denisa Dvoráková : fille
- Karel Gott : chanteur
- Ivana Karbanová : seconde fille dans la boite de nuit
- Jan Klusák : captaine
- Josef Konícek : Rudolf
- Petr Kopriva : jeune clerc
- Hana Kuberová : Anastasia
- Marta Kubišová : fille
- Vladimir Preclik : gitan